# Hubert Tison
Pour les articles homonymes, voir Tison.
 (avril 2020).
Si vous disposez d'ouvrages ou d'articles de référence ou si vous connaissez des sites web de qualité traitant du thème abordé ici, merci de compléter l'article en donnant les références utiles à sa vérifiabilité et en les liant à la section « Notes et références ».
Hubert  Tison, né le 16 mai 1937 à Montréal, est un réalisateur de génériques québécois. Il est un pionnier de l'animation graphique (motion design) au Canada.

## Biographie
Alors qu'il étudie à l'École des beaux-arts de Montréal, il est formé par des artistes tels qu'Albert Dumouchel et André Jasmin. Dans les années 1960, après des études à Zurich, Londres et Paris, il retourne à Montréal où il travaille à Radio-Canada pour faire du graphisme animé pour les génériques des programmes. À la Société Radio-Canada, il propose le logo du papillon qui marque l'arrivée de la couleur à la télévision en 1966 et qui sera utilisé jusqu'en 1972. Il fonde le Studio d’Animation de la Société Radio-Canada, lequel remportera plusieurs prix et une reconnaissance internationale. Il a produit tous les films du célèbre Frédéric Back, dont deux qui remportent un Oscar. Depuis 2005, il pratique la peinture et expose en galerie.

## Distinctions
- Membre de l'Académie Royale des Arts du Canada
- Membre de l'Academy of Motion Picture Arts and Sciences
- 1981 : Prix du président de la Société Radio-Canada
- 1993 : nommé pour l'Oscar du meilleur court métrage d'animation pour Le Fleuve aux grandes eaux (en tant que producteur)
- 2012 : Membre honoraire de la Société des designers graphiques du Québec